# لی بیورز
لی بیورز (انگلیسی: Lee Beevers؛ زادهٔ ۴ دسامبر ۱۹۸۳) بازیکن فوتبال اهل بریتانیا است.
از باشگاه‌هایی که در آن بازی کرده‌است می‌توان به باشگاه فوتبال منزفیلد تاون، باشگاه فوتبال کولچستر یونایتد، باشگاه فوتبال لینکولن سیتی، باشگاه فوتبال ایپسویچ تاون، باشگاه فوتبال بوستون یونایتد، و باشگاه فوتبال والسال اشاره کرد.
وی همچنین در تیم ملی فوتبال زیر ۲۱ سال ولز بازی کرده‌است.